# Hittin' the Note
| 전문가 평가   | 전문가 평가 |
| 평가 점수     | 평가 점수   |
| 출처          | 점수        |
| ------------- | ----------- |
| Allmusic      | [ 1 ]       |
| The Music Box | [ 2 ]       |
| Rolling Stone | [ 3 ]       |
| PopMatters    | (not rated) |

《Hittin' the Note》는 미국의 서던 록 밴드 올맨 브라더스 밴드의 열두 번째이자 마지막 스튜디오 음반이다. 생츄어리 레코드를 통해 발매된 이 음반은 슬라이드 기타 연주자 데릭 트럭스와 베이시스트 오틸 버브리지가 모두 포함된 유일한 스튜디오 음반이며 기타리스트 워런 헤인즈가 밴드로 전업 복귀한 것이다. 그것은 또한 오리지널 기타리스트 디키 벳츠를 포함하지 않은 유일한 스튜디오 음반이었다.

## 배경
이 음반은 2001년 12월, 뉴저지주의 스튜디오에서 리드 보컬과 마이너 오버더빙으로 2002년 초에 녹음되었다. 이 음반은 밴드 멤버 헤인즈와 마이클 바르비에로가 공동 프로듀싱한 첫 번째 올맨 브라더스 밴드 음반이다. 이 음반은 또한 이 밴드가 에픽 레코드에서 탈퇴한 것을 의미하며, 생츄어리 레코드와 밴드의 피치 레코드에 의해 공동으로 발매되었다.
이 음반은 비평가들의 호평을 받았지만, 라디오 방송에서는 매우 제한적이었다. 《월스트리트 저널》, 올뮤직, 《롤링 스톤》은 각각 이 기록에 대해 긍정적인 평가를 내렸다. 〈Instrumental Illness〉라는 곡은 2003년과 2004년에 베스트 록 인스트루멘탈 부문에서 두 개의 그래미 어워드 후보에 올랐다.
음반의 대부분은 그렉 올맨과 워런 헤인즈 작곡팀이 썼다. 이 밴드의 역사는 무시되지 않았으며, 콘서트의 인기곡인 〈Desdemona〉의 구조는 〈In Memory of Elizabeth Reed〉를 떠올리게 하고, 〈High Cost of Low Living〉은 〈Blue Sky〉와 〈Dreams〉 그리고 〈Mountain Jam〉과 같은 다른 올맨 브라더스 밴드 클래식에서 인용한 기타리스트들을 특징으로 한다. 하지만 미래도 마련되었고, 어쿠스틱 트랙 〈Old Friend〉는 음반을 마감했다. 헤인즈와 데릭 트럭스만을 포함하여, 이 곡은 오리지널 멤버가 포함되지 않은 유일한 올맨 브라더스 밴드 트랙이다.

## 곡 목록
| #   | 제목                        | 작사·작곡                            | 재생 시간 |
| --- | --------------------------- | ------------------------------------ | --------- |
| 1.  | 〈Firing Line〉             | 그렉 올맨, 워런 헤인즈               | 5:17      |
| 2.  | 〈High Cost of Low Living〉 | 올맨, 헤인즈, 제프 앤더스, 로니 버긴 | 7:52      |
| 3.  | 〈Desdemona〉               | 올맨, 헤인즈                         | 9:20      |
| 4.  | 〈Woman Across the River〉  | 베티 크루처, 앨런 존스               | 5:51      |
| 5.  | 〈Old Before My Time〉      | 올맨, 헤인즈                         | 5:23      |
| 6.  | 〈Who to Believe〉          | 헤인즈, 존 자보로비치                | 5:38      |
| 7.  | 〈Maydell〉                 | 헤인즈, 조니 닐                      | 4:35      |
| 8.  | 〈Rockin' Horse〉           | 올맨, 헤인즈, 앨런 우디, 잭 피어슨   | 7:23      |
| 9.  | 〈Heart of Stone〉          | 믹 재거, 키스 리처즈                 | 5:06      |
| 10. | 〈Instrumental Illness〉    | 헤인즈, 오틸 버브리지                | 12:17     |
| 11. | 〈Old Friend〉              | 헤인즈, 크리스 앤더슨                | 6:12      |